# Radcliffe (Iowa)
Radcliffe város az USA Iowa államában, Hardin megyében. Lakosainak száma 555 fő (2020. április 1.).

## Népesség
A település népességének változása:

| 2010 | 545 |
| 2020 | 555 |